# Трін (Граубюнден)
Трін (ромш. Trin) — громада  в Швейцарії в кантоні Граубюнден, регіон Імбоден.

## Географія
Громада розташована на відстані близько 150 км на схід від Берна, 14 км на захід від Кура.
Трін має площу 47,2 км², з яких на 2% дозволяється будівництво (житлове та будівництво доріг), 32,4% використовуються в сільськогосподарських цілях, 24,9% зайнято лісами, 40,7% не є продуктивними (річки, льодовики або гори).

## Демографія
2019 року в громаді мешкало 1414 осіб (+13,7% порівняно з 2010 роком), іноземців було 12,2%. Густота населення становила 30 осіб/км².
За віковим діапазоном населення розподілялося таким чином: 19,1% — особи молодші 20 років, 60,7% — особи у віці 20—64 років, 20,2% — особи у віці 65 років та старші. Було 653 помешкань (у середньому 2,2 особи в помешканні).
Із загальної кількості 357 працюючих 45 було зайнятих в первинному секторі, 134 — в обробній промисловості, 178 — в галузі послуг.